# Fjodor Ivanovič Ťutčev
Fjodor Ivanovič Ťutčev (rusky Фёдор Иванович Тютчев) (5. prosinec greg. / 23. listopad jul. 1803 Ovstug, Rusko – 27. červenec greg. / 15. červenec jul. 1873 Carskoje Selo, Rusko) byl ruský romantický básník a diplomat, považovaný po Puškinovi a Lermontovovi za třetího nejvýznamnějšího ruského romantického básníka.

## Život

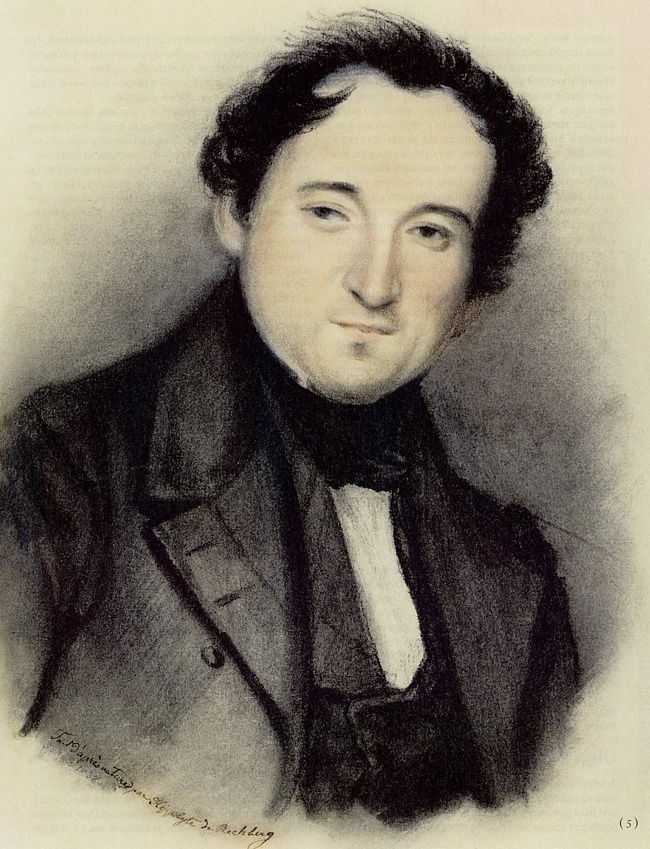
Fjodor Ivanovič Ťutčev

Ťutčev se narodil v Ovstugu v Brjanské oblasti ve staré šlechtické rodině. Mládí strávil v Moskvě, kde v letech 1819-1821 studoval na Moskevské univerzitě filologii. Od roku 1822 pracoval na ministerstvu zahraničí a strávil v cizině celkem dvacet dva let. Působil v Mnichově, kde se oženil, a od roku 1837 v Turíně, znal osobně Heina a Schellinga. Nezúčastňoval se literárního života a nikdy se nenazýval literátem. Do vývoje poezie zasáhl zvláště svou přírodní a filozofickou lyrikou. Zachovalo se kolem 400 jeho básní, které jsou v Rusku často citovány. Jeho výroky „Řečená myšlenka je lží“, a „Rusko se nepochopí rozumem“ patří k nejcitovanějším Ťutčevovým aforismům.
Ťutčevovy rané básně jsou ovlivněné poetickou tradicí 18. století. V třicátých letech se však nich již velmi silně objevují prvky evropského (zvláště německého) romantismu, které básník dále rozvíjel a psal filozofickou přemýšlivou lyriku, jejímiž hlavními tématy jsou úvahy o vesmíru, lidských osudech a přírodě a stesk nad míjejícím časem. Nejznámější z nich je Silentium! z roku 1830, vyjadřující myšlenku, že člověk nikdy není schopen pochopit jiného.
Po návratu do Ruska roku 1844 napsal Ťutčev několik politických článků, věnovaných problému vztahů mezi ruskou a západní civilizací. Na počátku padesátých letech vytvořil řadu pronikavých milostných básní, v nichž je láska chápána jako tragédie (tyto básně pak byly roku 1954 sebrány do tzv. „děnisjevského cyklu“ věnovaného básníkově milence Jeleně Děnisjevové, se kterou se seznámil roku 1846). V šedesátých letech pak v básníkově tvorbě převládají politické náměty, protože Ťutčev do konce života pozorně sledoval dění v Evropě.

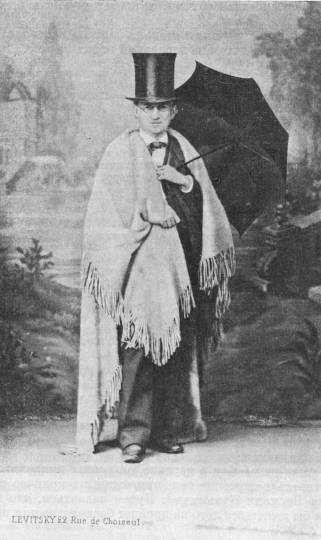
Sergej Lvovič Levickij: Fjodor Ivanovič Ťutčev v Paříži

Konec básníkova života je poznamenán krutými ranami osudu, neboť roku 1864 zemřela na tuberkulózu Jelena Děnisjevová a o rok později i jejich dvě děti. Počátkem sedmdesátých let pak zemřel básníkův bratr, jeden z jeho synů a dcera.
Ťutčev zemřel roku 1873 v Carském Sele a pochován je v Petrohradě.

## Česká vydání
- Básně, Česká grafická unie, Praha 1940, přeložil Miloš Matula,
- Noční hlasy, Vyšehrad, Praha 1948, přeložil Ivan Slavík,
- Vlnobití, SNKLHU, Praha 1960, vybral a přeložil Jiří Mulač,
- Větrná harfa, Odeon, Praha 1977, vybrali Jiří Honzík a Jiří Mulač, přeložil Jiří Mulač,